# Winds of Chance
Winds of Chance es una película dramática muda estadounidense de 1925 dirigida por Frank Lloyd y producida y estrenada por First National Pictures.

## Trama
Como se describe en las reseñas de una revista de cine, cuando Pierce Phillips descubre que no tiene dinero para cumplir con los requisitos del gobierno en busca de oro, trabaja como empacador de suministros para otros buscadores de aventuras. Conoce y se enamora de la condesa Courteau. Cuando le pide que sea su esposa, descubre que tiene marido. Se une a un espectáculo itinerante, uno de cuyos miembros, Laure, se ha enamorado de él. Ella se vuelve hostil cuando él presta atenciones a Rouletta, la hija del jugador. Laure conspira con el Conde Courteau, que ha regresado y que ahora cree que Phillips es el amante de su esposa. Luego, Phillips trabaja en el puesto comercial, pesando el polvo de oro de los mineros. Se le acusa de defraudar a Courteau y se le arresta. La condesa finge reconciliarse con su marido para obtener pruebas de la inocencia de Phillips y amenaza con exponerlo y expulsarlo a menos que confiese ante la policía. En el camino a hacerlo, uno de los McCaskey lo mata y huye a través de la frontera. 'Poleon Doret, que se ha hecho amigo de Phillips, lo persigue con un oficial de policía y captura a uno de los hermanos, demostrando la inocencia de Phillips del cargo de asesinato que se le había presentado. 'Poleón y Rouletta, con quienes también se había hecho amigo, se casan, dejando el camino abierto para que Phillips y la condesa siguieran su ejemplo.

## Elenco
- Anna Q. Nilsson como condesa Courteau
- Ben Lyon como Pierce Phillips
- Lloyd Hughes como Lionel Tressilian
- Viola Dana como Rouletta Kirby
- Hobart Bosworth como Sam Kirby
- Victor McLaglen como Poleon Doret
- Dorothy Sebastian como Laura
- Claude Gillingwater como Tom Linton
- Charles Crockett como Jerry
- Larry Fisher como Frank McCaskey
- Fred Kohler como Joe McCaskey
- Wade Boteler como Jack McCaskey

## Preservación
Las copias de Winds of Chance se encuentran en los Archivos de Cine y Televisión de UCLA, la Casa de George Eastman y los Archivos Nacionales de Canadá (en Ottawa).